# Poškození cizí věci
Poškození cizí věci je trestný čin proti majetku cizího člověka. Tomuto přečinu se dopustí ten člověk, který zničí, patrně poškodí či způsobí nepoužitelnost majetku jiného člověka.
V trestním zákoníku České republiky z roku 2009, části druhé, hlavě páté, § 228 se píše:
(1) Kdo zničí, poškodí nebo učiní neupotřebitelnou cizí věc, a způsobí tak na cizím majetku škodu nikoli nepatrnou, bude potrestán odnětím svobody až na jeden rok, zákazem činnosti nebo propadnutím věci.
(2) Stejně bude potrestán, kdo poškodí cizí věc tím, že ji postříká, pomaluje či popíše barvou nebo jinou látkou.
(3) Odnětím svobody na šest měsíců až tři léta bude pachatel potrestán,
a) spáchá-li čin uvedený v odstavci 1 nebo 2 na věci svědka, znalce nebo tlumočníka pro výkon jejich povinnosti,
b) spáchá-li takový čin na věci jiného pro jeho skutečnou nebo domnělou rasu, příslušnost k etnické skupině, národnost, politické přesvědčení, vyznání nebo proto, že je skutečně nebo domněle bez vyznání,
c) spáchá-li takový čin na věci, která požívá ochrany podle jiného právního předpisu, nebo
d) způsobí-li takovým činem značnou škodu.
(4) Odnětím svobody na dvě léta až šest let bude pachatel potrestán, způsobí-li činem uvedeným v odstavci 1 nebo 2 škodu velkého rozsahu.

## Výjimky
Trestného činu se člověk dopustí tehdy, kdy cizí věc poškodí plánovaně. V případě, že je pod velkým emočním nátlakem nebo jedná a reaguje impulsivně, je často zproštěn viny.